# Kamé Ali
Kamé Ali (ur. 21 maja 1984 w Namakia) – madagaskarski lekkoatleta specjalizujący się w wielobojach lekkoatletycznych.
W 2007 zajął siódmą lokatę podczas igrzysk afrykańskich. W 2008 oraz 2010 plasował się na czwartych lokatach mistrzostw Afryki, a w 2009, 2011 i 2012 zwyciężał w mistrzostwach Czarnego Lądu w wielobojach lekkoatletycznych. Zdobył brązowy medal igrzyskach afrykańskich w 2011. Wielokrotny rekordzista Madagaskaru w dziesięcioboju oraz skoku o tyczce.
Rekord życiowy w dziesięcioboju: 7685 pkt. (16/17 kwietnia 2011, Réduit).

## Osiągnięcia
| Rok  | Impreza                          | Miejsce     | Pozycja    | Wynik     |
| ---- | -------------------------------- | ----------- | ---------- | --------- |
| 2007 | Igrzyska afrykańskie             | Algier      | 7. miejsce | 7012 pkt. |
| 2008 | Mistrzostwa Afryki               | Addis Abeba | 4. miejsce | 6774 pkt. |
| 2009 | Mistrzostwa Afryki w wielobojach | Réduit      | 1. miejsce | 7363 pkt. |
| 2010 | Mistrzostwa Afryki               | Nairobi     | 4. miejsce | 7072 pkt. |
| 2011 | Mistrzostwa Afryki w wielobojach | Réduit      | 1. miejsce | 7665 pkt. |
| 2011 | Igrzyska afrykańskie             | Maputo      | 3. miejsce | 7458 pkt. |
| 2012 | Mistrzostwa Afryki w wielobojach | Réduit      | 1. miejsce | 7409 pkt. |
| 2012 | Mistrzostwa Afryki               | Porto-Novo  | 1. miejsce | 7252 pkt. |
| 2012 | Igrzyska olimpijskie             | Londyn      | —          | DSQ       |
| 2013 | Mistrzostwa świata               | Moskwa      | —          | DNF       |
| 2016 | Mistrzostwa Afryki               | Durban      | 3. miejsce | 6892 pkt. |